# Genhofen
Genhofen (westallgäuerisch: Genhofə) ist ein Gemeindeteil der bayerisch-schwäbischen Gemeinde Stiefenhofen im Landkreis Lindau (Bodensee).

## Geographie
Das Kirchdorf liegt rund zwei Kilometer südlich des Hauptortes Stiefenhofen und zählt zur Region Westallgäu.

## Ortsname
Der Ortsname setzt sich aus dem Personennamen Geri sowie dem Grundwort -hofen zusammen und bedeutet Hof/Höfe des Geri.

## Geschichte
Genhofen liegt an einer wichtigen historischen Durchgangsstraße, die vermutlich schon um das Jahr 250 von den Römern angelegt wurde. Erstmals wurde Genhofen mit Claus Rich von Gernhofen, dessen Besitz zu Wangen gehörte, im Jahr 1402 urkundlich erwähnt. Im Mittelalter wurde hier Salz auf der Salzstraße, das damalige „weiße Gold“, von Immenstadt nach Simmerberg transportiert. Im Jahr 1808 wurden 15 Anwesen im Ort gezählt.

### Stephanskapelle

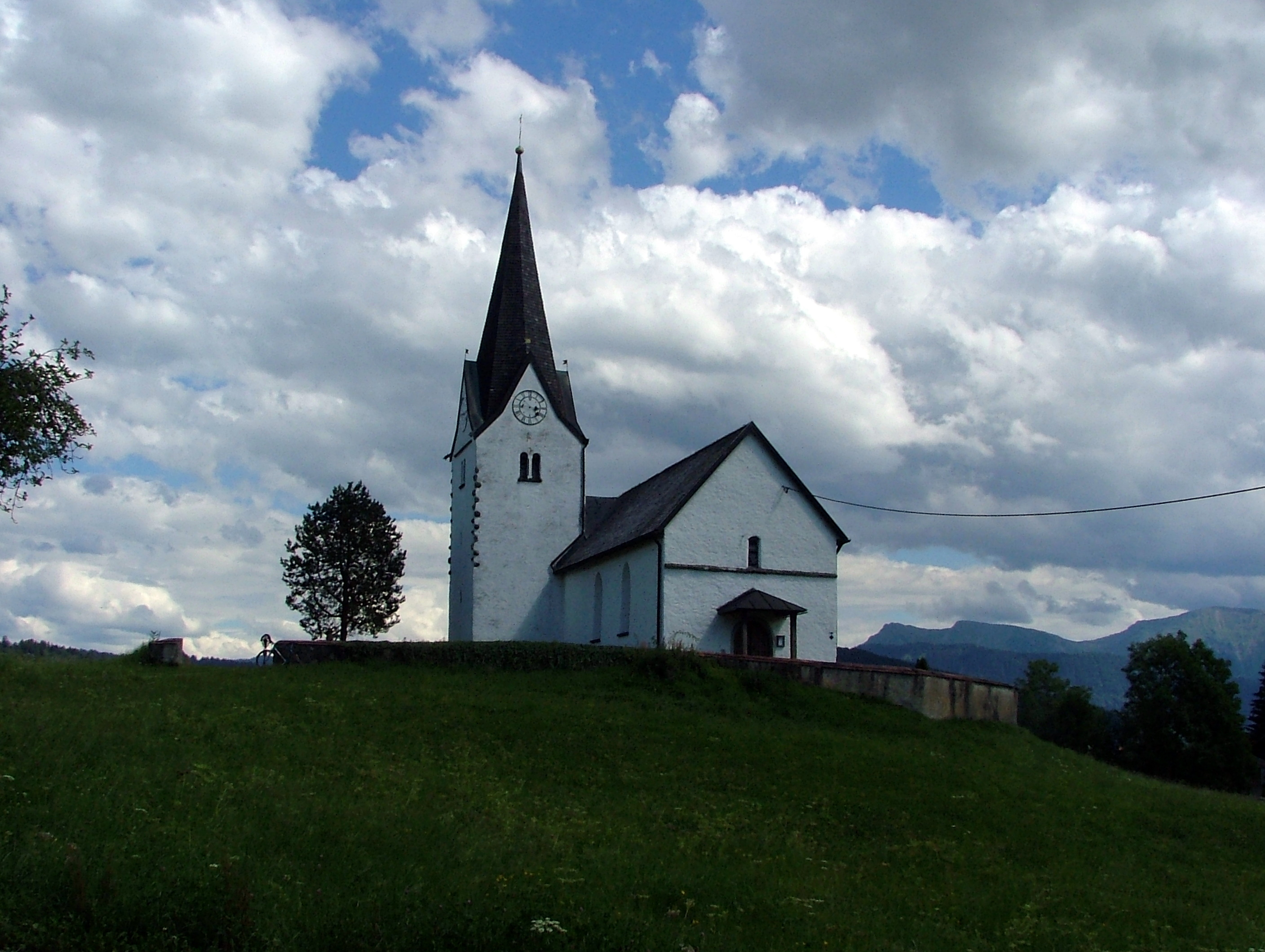
Stephanskapelle in Genhofen

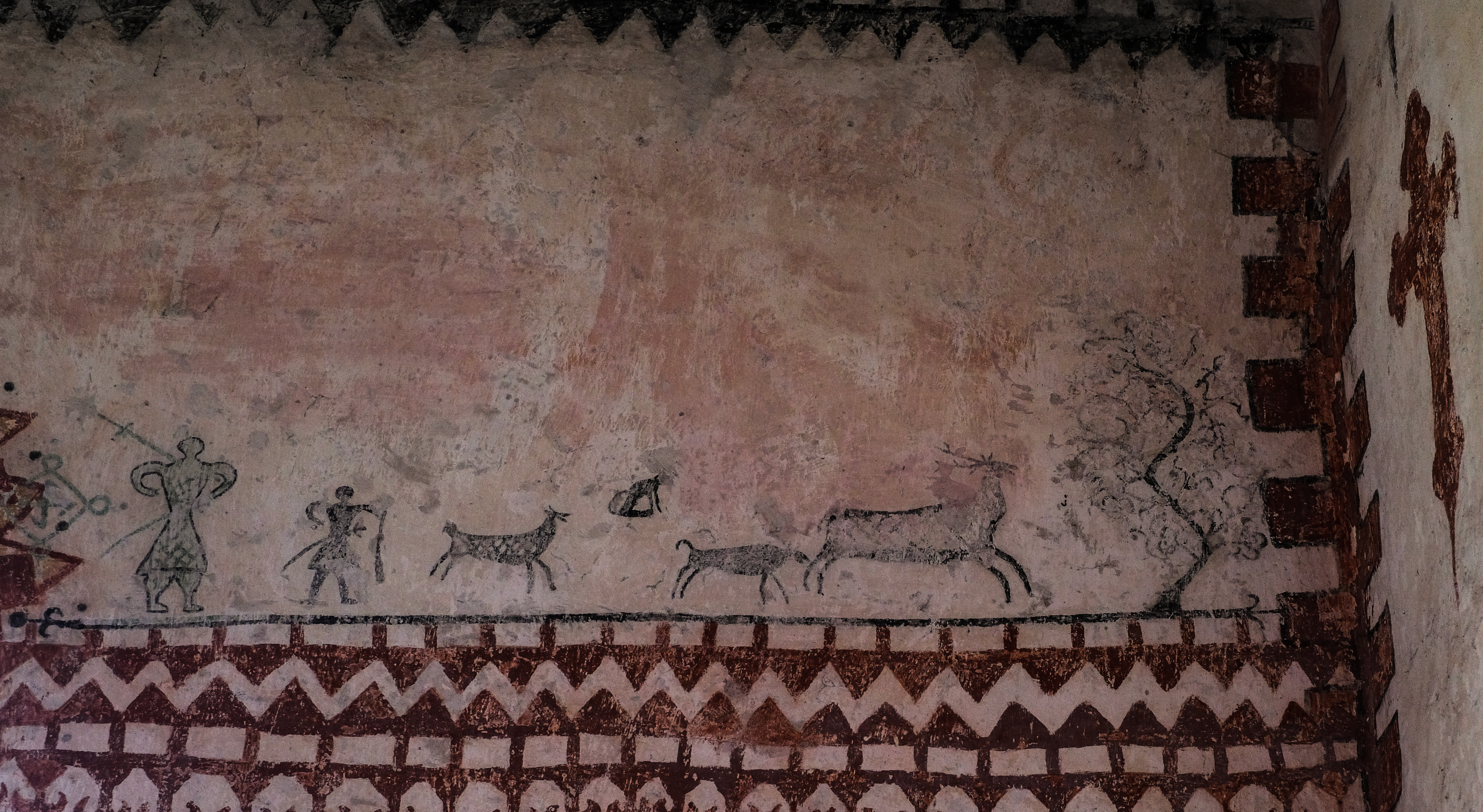
Die sogenannte Genhofener Jagd in der Kapelle

Genhofen liegt vor dem gefürchteten Anstieg der Salzstraße auf den Hahnschenkel. In diesem Zusammenhang entstand die Stephanskapelle mit ihren weitgehend im Original erhaltenen Fresken aus dem späten 15. Jahrhundert. Ihr Bauherr war Magister Conrad Schilling. Die neben der Tür zur Sakristei eingeritzte Jahreszahl 1495 steht vermutlich in Verbindung mit Bau des Kirchturmes und des spätgotischen Chores.

## Baudenkmäler
Siehe: Liste der Baudenkmäler in Genhofen